# Anders Brofalk
Per Anders Gösta Brofalk, född 2 november 1965, är en svensk före detta motorsportsförare.
Han vann Camaro Cup åren 2007 och 2008. Han har en vinstprocent på 17,7% från totalt 198 starter.